# Aguiaria
Genre
Aguiaria est un genre de plantes à fleurs de la famille des  Malvacées.

## Liste d'espèces
Selon Catalogue of Life (7 mars 2016) :
- Aguiaria excelsa Ducke

Selon The Plant List (7 mars 2016) :
- Aguiaria excelsa Ducke

Selon Tropicos (7 mars 2016) :
- Aguiaria excelsa Ducke